# Duck Lake, Saskatchewan
Duck Lake är en ort i Kanada.   Den ligger i provinsen Saskatchewan, i den centrala delen av landet, 2 300 km väster om huvudstaden Ottawa. Duck Lake ligger 501 meter över havet och antalet invånare är 610. Den ligger vid sjön Duck Lake.
Terrängen runt Duck Lake är platt. Trakten runt Duck Lake är nära nog obefolkad, med mindre än två invånare per kvadratkilometer.. Närmaste större samhälle är Rosthern, 18,0 km söder om Duck Lake. 
Omgivningarna runt Duck Lake är en mosaik av jordbruksmark och naturlig växtlighet.